# 德克·米尼菲尔德
德克·德韦恩·米尼菲尔德（英語：Dirk DeWayne Minniefield，1961年1月17日—），美国NBA联盟前职业篮球运动员。他在1983年的NBA选秀中第2轮第33顺位被达拉斯小牛选中。